# White Mountains National Park
White Mountains National Park är en park i Australien. Den ligger i delstaten Queensland, omkring 1 100 kilometer nordväst om delstatshuvudstaden Brisbane. White Mountains National Park ligger 535 meter över havet.
Trakten runt White Mountains National Park är nära nog obefolkad, med mindre än två invånare per kvadratkilometer.. Det finns inga samhällen i närheten.
I omgivningarna runt White Mountains National Park växer huvudsakligen savannskog.  Genomsnittlig årsnederbörd är 670 millimeter. Den regnigaste månaden är februari, med i genomsnitt 167 mm nederbörd, och den torraste är augusti, med 5 mm nederbörd.